# Willi Trakofler
Willi Trakofler (ur. 27 kwietnia 1973 w Tesido) – włoski snowboardzista. Zajął 11. miejsce w gigancie na igrzyskach w Nagano. Na mistrzostwach świata jego najlepszym wynikiem jest 29. miejsce w gigancie równoległym na mistrzostwach w Berchtesgaden. Najlepsze wyniki w Pucharze Świata osiągnął w sezonie 1997/1998, kiedy to zajął 39. miejsce w klasyfikacji generalnej.
W 2000 r. zakończył karierę.

## Sukcesy

### Igrzyska olimpijskie
| Miejsce | Dzień    | Rok  | Miejscowość | Konkurencja | Zwycięzca       |
| ------- | -------- | ---- | ----------- | ----------- | --------------- |
| 11.     | 8 lutego | 1998 | Nagano      | Gigant      | Ross Rebagliati |

### Mistrzostwa Świata
| Miejsce | Dzień       | Rok  | Miejscowość   | Konkurencja       | Zwycięzca           |
| ------- | ----------- | ---- | ------------- | ----------------- | ------------------- |
| 57.     | 13 stycznia | 1999 | Berchtesgaden | Gigant            | Markus Ebner        |
| 29.     | 14 stycznia | 1999 | Berchtesgaden | Gigant równoległy | Richard Richardsson |
| DNF     | 15 stycznia | 1999 | Berchtesgaden | Slalom równoległy | Nicolas Huet        |

### Puchar Świata

#### Miejsca w klasyfikacji generalnej
- 1996/1997 - 127.
- 1997/1998 - 39.
- 1998/1999 - 52.
- 1999/2000 - 127.

#### Miejsca na podium
1. Innichen – 18 stycznia 1998 (Gigant) - 3. miejsce